# La luna e sei soldi
La luna e sei soldi (The Moon and Sixpence) è un romanzo di William Somerset Maugham, scritto nel 1919.
Il romanzo suscitò scalpore per i suoi toni "ribelli" rispetto ai libri che l'autore solitamente proponeva. Del romanzo esiste anche una trasposizione cinematografica, La luna e sei soldi, del 1942, diretta da Albert Lewin.

## Trama
Mascherata dietro l'assurda vita del protagonista, l'autore propone la biografia del pittore Paul Gauguin rivisitata dalla fantasia dello scrittore il quale la intreccia con la vita del protagonista (che è l'autore narrante). È il racconto della vita di un artista che si scopre tale; ha qualcosa di strano, di diverso che  lo fa sentire al di fuori e al di sopra delle norme della vita sociale, familiare, lavorativa, in cui era fino ad allora inserito. È un qualcosa di viscerale, primitivo, eppure "spirituale" che cerca drammaticamente le forme della sua espressione. L'autore riesce a far cogliere tutto il fascino, a volte perverso, che emana dal demone dell'arte che pone chi ne è posseduto "al di là del bene e del male". Quindi non si tratta di una vera e propria biografia romanzata, ma di una interpretazione quasi trasfigurata della vita del pittore francese. Una vera e propria storia anche laddove il dato biografico è stato rielaborato con la fantasia.

## Edizioni italiane
- trad. di Maria Parisi, Milano: Bietti, 1929 (31 luglio); riveduta da Stenio Paroli, ivi, 1968
- trad. di Giorgio Monicelli, Milano: Mondadori, 1946
- trad. di Elisa Morpurgo, Milano: Longanesi, 1965
- trad. di Rosanna Pelà, Milano: Rizzoli, 1988
- trad. di Annagrazia Bassi, introduzione di Giuseppe Lombardo, Roma: Newton Compton, 1995
- trad. di Franco Salvatorelli, Milano: Adelphi, 2002